# Loi pour l'égalité des droits et des chances, la participation et la citoyenneté des personnes handicapées
Pour les articles homonymes, voir Loi française pour l'égalité des chances et LEC.
Ne doit pas être confondu avec Loi relative à l’égalité et la citoyenneté.
 (juillet 2025).
Les informations dans cet article sont mal organisées, redondantes, ou il existe des sections bien trop longues. Structurez-le ou soumettez des propositions en page de discussion.
Avec le temps, il arrive que le contenu présent dans un article devienne désordonné. Il est souvent nécessaire de réorganiser l'article de fond en comble.
- Il faut tout d’abord répartir le contenu de l'article en plusieurs sections. Les informations doivent ensuite être exposées clairement et le plus synthétiquement possible, regroupées par sujet afin d'éviter les doublons. Quelqu'un cherchant une information précise doit pouvoir la trouver rapidement en lisant la section appropriée.
- À l'intérieur de chaque section, le texte, souvent initialement sous la forme de phrases éparses, doit être regroupé dans des paragraphes de quelques lignes, en assurant un enchaînement logique et une cohérence entre les phrases.
- Lorsque l'article ou l'une de ses sections développe trop longuement un point qui n'est pas dans le cœur du sujet traité, il convient de faire une synthèse et de transférer l'ancien contenu dans des articles plus appropriés (en cas de transfert, il faut impérativement respecter la procédure Aide:Scission).

Si vous pensez que ces points ont été résolus, vous pouvez retirer ce bandeau et améliorer le plan d'un autre article.
Lire en ligne

lire en ligne

La loi « pour l’égalité des droits et des chances, la participation et la citoyenneté des personnes handicapées » du 11 février 2005 (loi no 2005-102, JO no 36 du 12 février 2005 page 2353), dite loi handicap, est une loi française qui a été promulguée sous le gouvernement Raffarin.

## Contexte politique et social
En 2005, on recense plus de cinq millions de personnes handicapées en France (près de 10 % de la population). Le Président de la République Jacques Chirac annonce en juillet 2002 vouloir faire de l’insertion des personnes handicapées l’un des « trois grands chantiers » de son quinquennat. Trois ans plus tard, en 2005, l’adoption de la loi traduit la volonté de sensibiliser la société civile ainsi que les employeurs à cette problématique. « Toute personne handicapée a droit à la solidarité de l’ensemble de la collectivité nationale ». 
Cette orientation politique implique : 
- l'accessibilité généralisée pour tous les domaines de la vie sociale (éducation, emploi, cadre bâti[5], transports) ;
- le droit à compensation des conséquences du handicap ;
- La participation et la proximité, mises en œuvre par la création des Maisons départementales des personnes handicapées (MDPH).

En 2016, de nombreuses modifications législatives ont été apportées sur la notion des droits liés au handicap comme :
- l'accessibilité des personnes en situation de handicap pour internet.
- l'alignement des droits dans la fonction publique sur ceux du secteur privé.

## Une définition légale du handicap
La loi du 11 février 2005 définit le handicap dans toute sa diversité. L’article 2 dispose que « constitue un handicap, au sens de la présente loi, toute limitation d’activité ou restriction de participation à la vie en société subie dans son environnement par une personne en raison d’une altération substantielle, durable ou définitive d’une ou plusieurs fonctions physiques, sensorielles, mentales, cognitives ou psychiques, d’un polyhandicap ou d'un trouble de santé invalidant ».

## Nouvelle liste des bénéficiaires
La liste des bénéficiaires de l'obligation d'emploi est complétée selon l'article 28 : seront inclus les titulaires de la carte d'invalidité ou de l'allocation aux adultes handicapés (AAH). Ils percevront les mêmes droits que les actuels bénéficiaires.

## Handicap psychique
La France, via l'article 2 de la loi handicap du 11 février 2005, a introduit dans sa définition légale les troubles psychiques, ayant pour effet la distinction du Handicap psychique, conséquence d’une maladie psychique et le Handicap mental, conséquence d’une altération des capacités intellectuelles. Par là même, certaines maladies et les « patients » qui étaient classés dans la catégorie du handicap mental sont aujourd'hui pris en charge et différenciés, selon de nouveaux critères et protocoles liés au handicap psychique. 
Cette décision prévalant sur le territoire national est portée actuellement sur le plan international, dans le cadre de la santé publique. En effet, « la prévalence des troubles psychiques est d’une telle envergure que la Santé mentale a été reconnue comme une priorité internationale par l’ONU, ; portée par le Plan d'action 2013-2020 de l'Organisation Mondiale de la Santé (OMS) ; au niveau national par le « Plan Psychiatrie et Santé Mentale » pour les années 2011-2015. »

## Commission des droits et de l’autonomie des personnes handicapées
Depuis 2005, cette commission poursuit les fonctions de reclassement et l'obtention de la reconnaissance travailleur handicapé qui sont engagées par la MDPH. Le classement en différentes catégories (A, B et C) a disparu depuis le 1er janvier 2006. En effet, le décompte d'obligation d'emploi est modifié comme suit :
Chaque bénéficiaire de la reconnaissance « compte chacun pour une unité s'ils ont été présents six mois au moins au cours des douze derniers mois, quelle que soit la nature du contrat de travail ou sa durée, à l'exception de ceux sous contrat de travail temporaire ou mis à disposition par une entreprise extérieure qui sont pris en compte au prorata de leur temps de présence dans l'entreprise au cours des douze mois précédents ».
L'intérêt de cette mesure est d'aligner sur le même plan d'égalité tous les Travailleurs Handicapés face à l'emploi. Des exceptions seront cependant consenties, sous certaines conditions, pour les handicaps lourds.

## Rémunération
Auparavant, selon le Code du travail, un abattement sur salaire est pratiqué pour les travailleurs handicapés occupés en milieu ordinaire de travail, dont le rendement professionnel est notoirement diminué. Cet abattement est toutefois en tout ou partie compensé par un mécanisme de garantie de ressources à la charge de l'État. Ce dispositif (abattement sur salaire et garantie de ressources) est abrogé à compter du 1er janvier 2006 par les articles 37 et 96 de la loi et remplacé par un nouveau dispositif.
L'aide à l'emploi est attribuée à la demande d'un employeur pour l'un de ses salariés en situation de handicap, ou par un travailleur non salarié bénéficiaire de la loi du 11 février 2005.
Cette aide est de 450 fois le SMIC horaire pour l'aide de base, ou de 900 fois le SMIC pour l'aide majorée.

## Reclassement du salarié inapte
Le reclassement du salarié déclaré par le médecin du travail inapte à son ancien poste à l'issue d'un arrêt de travail pour maladie ou accident non professionnel est obligatoire. Les mesures à envisager par l'employeur comportent entre autres l'aménagement du travail. Le contrat de travail du salarié déclaré inapte peut être suspendu pour lui permettre de suivre un stage de reclassement professionnel (article 23).
Cette modification de l'article 23 manque de précision. Quels sont les types de stage couverts par cette mesure ? Qui a autorité pour les prescrire ? Autant de questions que les prochains décrets devront préciser.

## Obligations de l'employeur
La loi du 10 juillet 1987 oblige tout employeur du secteur privé, public et tout établissement public à caractère industriel et commercial occupant 20 salariés ou plus, à employer, dans une proportion de 6 % de son effectif salarié, des travailleurs handicapés.
Dans l'intention de garantir le principe d'égalité de traitement à l'égard des travailleurs handicapés, les employeurs sont tenus de prendre des mesures appropriées, en fonction des besoins dans une situation concrète, pour permettre aux travailleurs handicapés :
- d'accéder à un emploi ou de conserver un emploi correspondant à leur qualification, de l'exercer ou d'y progresser ;
- de se voir dispenser une formation adaptée à leurs besoins.

Les salariés handicapés concernés par ces mesures sont :
1. travailleurs reconnus handicapés par la Commission des droits et de l’autonomie des personnes handicapées ;
2. victimes d'accidents du travail ou de maladies professionnelles ayant entraîné une incapacité permanente au moins égale à 10 % et titulaires d'une rente attribuée au titre du régime général de sécurité sociale ou de tout autre régime de protection sociale obligatoire ;
3. titulaires d'une pension d'invalidité à condition que l'invalidité des intéressés réduise au moins des 2/3 leur capacité de travail ou de gain ;
4. anciens militaires et assimilés, titulaires d'une pension militaire d'invalidité au titre du Code des pensions militaires d'invalidité et des victimes de la guerre ;
5. titulaires d'une allocation ou d'une rente d'invalidité relative à la protection sociale des sapeurs-pompiers volontaires en cas d'accident survenu ou de maladie contractée en service ;
6. titulaires de la carte d'invalidité ;
7. titulaires de l'allocation aux adultes handicapés.

Les travailleurs reconnus handicapés avant 2005 par la Cotorep bénéficient, bien entendu, de ces dispositions.
Le refus de prendre des mesures appropriées équivaut à une discrimination de l'employeur. 
Les employeurs peuvent remplir leur obligation d'emploi de plusieurs façons : l'emploi direct, la sous-traitance ou la prestation de services avec le milieu protégé (dans la limite de la moitié de l'obligation), la conclusion d'un accord collectif avec les syndicats de salariés agréés par le préfet ou le versement d'une contribution. Le législateur a souhaité rendre cette contribution versée à l'Agefiph (association de gestion du fonds pour l'insertion professionnelle des personnes handicapées) plus incitative : à cet effet, elle a été réévaluée à la hausse (de 400  à   600 fois le SMIC horaire, contre de 300  à   500 auparavant). Ce dernier point est applicable depuis le 1er janvier 2006. Enfin les employeurs n'ayant rempli, durant 3 années consécutives, leur obligation qu'au moyen du versement d'une contribution à l'Agefiph verront celle-ci majorée à 1 500 fois le SMIC horaire.  En 2017 la Direction de l'Animation de la recherche, des Études et des Statistiques (DARES) indique que  9 % des entreprises concernées versent uniquement une contribution financière, tandis que 80 % emploient directement au moins un bénéficiaire de l’OETH. Elle indique que le recours à l’emploi direct croît avec la taille de l’établissement et varie selon le secteur d’activité.
La notion d'aménagement raisonnable, en vigueur depuis une directive de novembre 2000, devient de ce fait relative et complétée par cette obligation de mesures appropriée.

## Principe de non-discrimination
D'après les actuels textes du code du travail, aucune personne ne peut être écartée d'une procédure de recrutement ou de l'accès à un stage ou à une période de formation en entreprise et aucun salarié ne peut être sanctionné, licencié ou faire l'objet d'une mesure discriminatoire en raison de son état de santé ou de son handicap.
Ce principe général de non-discrimination demeure encore en vigueur dans la nouvelle loi.
Par contre, les différences de traitement fondées sur l'inaptitude constatée par le médecin du travail en raison de l'état de santé ou du handicap ne constituent pas une discrimination illégale dans la mesure où elles sont objectives, nécessaires et appropriées.
En reconnaissant le principe de discrimination positive au bénéfice des travailleurs handicapés, la loi adopte en définitive en faveur de cette catégorie de travailleurs un dispositif identique à celui prévu pour les salariés âgés ; si l'âge est un motif de discrimination, la nouvelle loi prévoit que les différences de traitement fondées sur l'âge ne constituent pas une discrimination lorsqu'elles sont raisonnablement justifiées par des objectifs légitimes, notamment de politique d'emploi (article 24). 

## Action en justice des associations
Désormais, les associations œuvrant dans le domaine du handicap ont la possibilité d'intenter une action en justice en faveur d'un candidat à un emploi, à un stage ou une période de formation en entreprise ou d'un salarié de l'entreprise, sous réserve qu'elles justifient d'un accord écrit de l'intéressé. Celui-ci peut toujours intervenir à l'instance engagée par l'association et y mettre un terme à tout moment. Les associations se constituant partie civile devront apporter la preuve d'une discrimination fondée sur le handicap (article 24).

## Licenciement
Avant le 12 février 2005, la durée du préavis, en cas de licenciement, était doublée pour les bénéficiaires de l'obligation d'emploi des travailleurs handicapés comptant plus d'une unité. Depuis, ces dispositions s'appliquent à tous les bénéficiaires de l'obligation d'emploi, sans distinction d'unité ou de catégorie.

## Fonction publique
Auparavant, les trois fonctions publiques (d'État, territoriale et hospitalière ainsi que leurs établissements publics) n’étaient pas soumises au versement de la contribution bien qu'elles soient soumises à l'obligation d'emploi. Depuis le début 1er janvier 2006, la fonction publique est soumise à cette contribution en cas de non-respect de l'emploi dans une proportion de 6 % de son effectif salarié, des travailleurs handicapés et crée le Fonds pour l'insertion des personnes handicapées dans la fonction publique.
Le droit à un départ à la retraite anticipé s'étend aux agents handicapés de la fonction publique (article 28).
L'accès à la fonction publique sera élargi pour accueillir (en plus des Travailleurs Handicapés reconnus par la Commission des droits et de l’autonomie des personnes handicapées) les personnes victimes d'accidents du travail et de maladies professionnelles dont le taux permanent atteint 10 %, les titulaires de pensions d'invalidités, les invalides de guerre, les titulaires de la carte d'invalidité (articles 32, 33 et 35).
La suppression du critère d'âge est étalée sur cinq ans.

## Travail protégé et Centre d'aide par le travail
Les ateliers protégés (AP) deviennent des entreprises adaptées et sortent du secteur protégé pour mieux intégrer le milieu ordinaire de travail. Ainsi la loi leur reconnaît-elle finalement une place spécifique. Les centres d'aide par le travail (CAT) deviennent des établissements et services d'aide par le travail (ESAT) ; les personnes qui y sont accueillies doivent conclure un contrat de séjour spécifique, le contrat de soutien et d'aide par le travail.
Les collectivités locales et les sociétés privées pourront créer des entreprises adaptées.
Le salaire perçu par la personne handicapée bénéficiaire de cette mesure sera au moins égal au Salaire Minimum d'Insertion de Croissance horaire.

## Inclusion scolaire
La loi de 2005 contraint l’Éducation nationale à appliquer les principes d'accessibilité et de compensation, avec un objectif d'inclusion véritable des élèves à besoins particuliers parmi les autres. L'École est désormais dans l'obligation d'accueillir, de façon adaptée, tout·e élève dont les parents en font la demande.
Les élèves relevant d'une notification de la MDPH font l'objet de réunions d'équipes de suivi de scolarisation (ESS), équipes pluridisciplinaires élaborant et réétudiant régulièrement le projet personnalisé de scolarisation (PPS) de l'élève, en lui prévoyant les moyens de compensation nécessaires : aménagements logistiques, matériels mais aussi humains. Aussi l’Éducation nationale doit-elle embaucher des accompagnant·es des élèves en situation de handicap (AESH) chargé·es de mettre en œuvre la compensation prévue avec les enseignant·es. Tous ces aménagements sont mis en place jusqu'au déroulement des examens.
À l'école élémentaire, les unités localisées pour l'inclusion scolaire (ULIS) remplacent les CLIS : en théorie, les élèves accompagné·es spécifiquement au sein d'un dispositif ULIS ne font plus partie d'une classe (CLIS) à part des autres, mais sont d'emblée « inclus·es » dans une classe de référence (par exemple, la classe de CM2 A) tout en bénéficiant de temps de regroupement en ULIS. Fonctionnant sur le même principe, il existe aussi des ULIS collège, et des ULIS lycée, qui visent notamment à la mise en place d'une orientation professionnelle.

## Maisons départementales des personnes handicapées (MDPH)
Outre la création de la Commission des droits et de l'autonomie des personnes handicapées, des Maisons du handicap sont mises en place dans chaque département français.
Ces maisons ambitionnent de devenir un « guichet unique » pour toute personne handicapée et sa famille à la recherche d'informations, d'accompagnement et de conseil. Elles assurent le fonctionnement de la Commission des droits et de l’autonomie des personnes handicapées. L'article 64 précise qu'« un interlocuteur unique prend en charge les démarches complexes imposées aujourd'hui à la personne ou à sa famille ». Elles désigneront un médiateur pour privilégier le consensus au contentieux en cas de désaccord de la personne handicapée avec une décision.
La maison départementale des personnes handicapées est un groupement d'intérêt public (GIP), dont le département assure la tutelle administrative et financière.
Cette simplification des formalités administratives s'appuie sur la volonté de regrouper en un même lieu les acteurs œuvrant dans l'insertion professionnelle et l'aide aux personnes en situation de handicap.